# Нипос
Нипос (на гръцки: Νίππος, Νίπος) е село в Република Гърция, разположено на остров Крит, дем Апокоронас. Селото има население от 203 души. В селото има църква „Свети Дух“. Има предположения, че в древността в землището на Нипос съществува древен град на име Ипокоронион (Ιπποκορώνιον).

## Личности
Родени в Нипос
- Емануил Кацигарис (? – 1908), гръцки офицер, деец на Гръцката въоръжена пропаганда в Македония